# Клюквенный (Московская область)
Клюквенный — посёлок в Щёлковском районе Московской области. Относится к Огудневскому сельскому поселению.

## География
Посёлок находится на северо-востоке Московской области, относящейся к Восточно-Европейской равнине, на высоте 140 м над уровнем моря. Посёлок находится в зоне умеренно континентального климата с относительно холодной зимой и умеренно тёплым, а иногда и жарким, летом. В посёлке действует московское время.
Расположен на расстоянии 0,5 км от пересечения Московского малого кольца («Бетонки») А107 и Фряновского шоссе Р110.

## Население
| 2002 | 2006 | 2010 |
| ---- | ---- | ---- |
| 0    | →0   | ↗555 |

## История

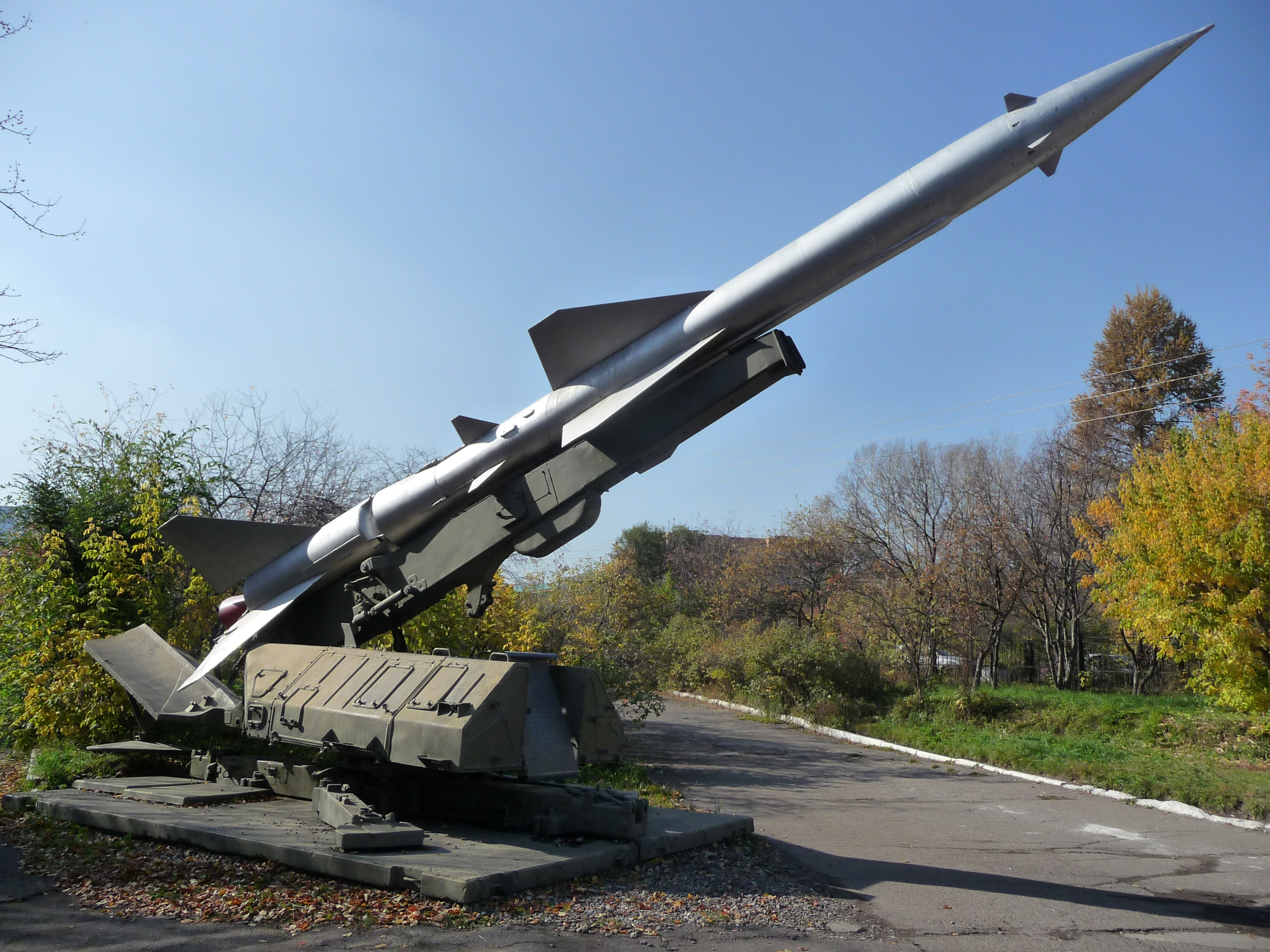
С-75.

Посёлок возник в конце 50-х годов как военный городок № 416, когда вокруг Москвы было создано кольцо ПВО. Началом посёлка послужило строительство жилых домов и социальной инфраструктуры для семей военнослужащих. Практически все военные городки внешнего кольца переданы в состав местных муниципальных образований. Все позиции С-25, С-75 в настоящее время застроены дачами и садовыми домами, в том числе не оказался исключением и этот военный городок, получивший своё название от СНТ «Клюквенное-2», кроме этого здесь разместились СНТ «Слава-1», «Слава-2» и др. Посёлок в конце 2013 г. передан в состав Щёлковского района.

## Транспорт и связь
Непосредственно до посёлка можно доехать от г. Фрязино маршрут № 39 (Фрязино — Вторая Алексеевка) Мострансавто, остановка «В/ч „Каблуково“».
От Москвы в посёлок на автомобиле можно попасть по Щёлковскому шоссе А103, а затем по идущему от него Фряновскому шоссе Р110, далее поворот налево по Московскому малому кольцу А107 0,5 км.

## Достопримечательности
Рядом с посёлком расположено Чёрное озеро. Используется для отдыха жителей Щёлковского района и города Фрязино. На юго-западном берегу озера — детский оздоровительный лагерь МГУЛ «Искра».